# Six Flags Over Georgia
Six Flags Over Georgia è un grande parco divertimenti statunitense situato ad Austell, Georgia. È stato inaugurato nel 1967 ed è il secondo parco della famosa catena Six Flags (oggi leader mondiale nel settore). Al suo interno ospita oltre 40 attrazioni inclusi 10 roller coaster di grandi e medie dimensioni.
È stato uno dei set del film Uno sceriffo extraterrestre... poco extra e molto terrestre e del suo seguito Chissà perché... capitano tutte a me. Si tratta inoltre del parco divertimenti fittizio nel film Vacation (J. F. Daley e J. Goldstein, 2015).